# ASCII-konst

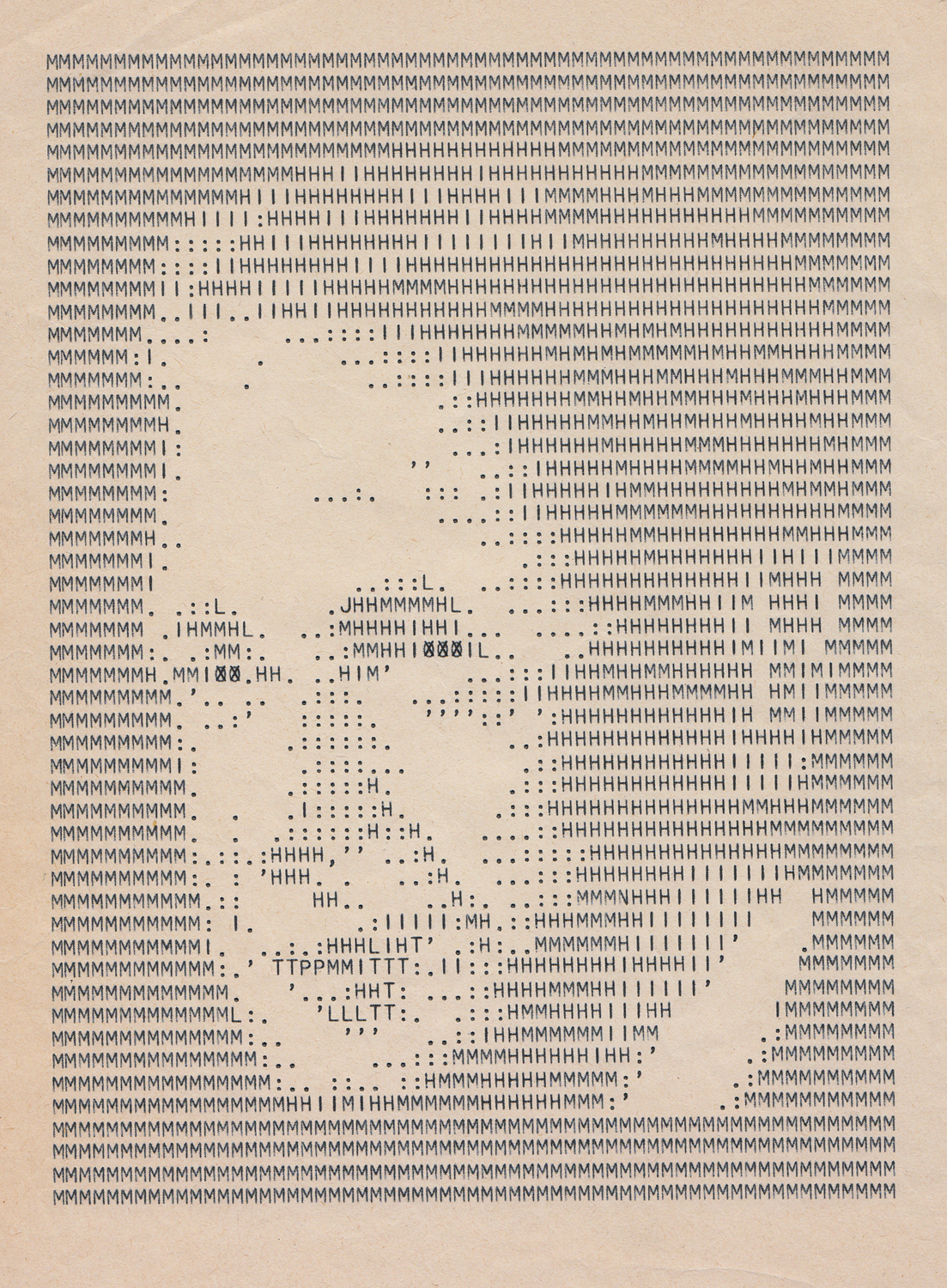
Exempel på tidig ASCII grafik/konst. Dag Hammarskjöld på en utskrift från Skånska Dagbladets teleprinter 1962.

ASCII-konst är den digitala motsvarigheten till skrivmaskinskonsten, en sorts enkel textbaserad konst som utnyttjar skrivtecken (bokstäver, siffror, specialtecken), ursprungligen ur teckenkoden ASCII. ASCII-konst brukar använda sig av teckensnitt med fix bredd för att få bäst effekt. Det finns program som automatiskt kan konvertera en helt vanlig bild till ASCII-konst. Detta anses av många som fusk, ASCII-bilder ska göras för hand. ASCII-konst kan delas upp i två kategorier: line-style där bilden är uppbyggd av streck, punkter och blanksteg. Solid-style används om man vill få fram skuggningar och konturera bilderna. Smileys kan sägas vara ett av de enklaste exemplen på ASCII-konst.